# Luis Miguel
Pour le footballeur portugais, voir Luís Miguel (football, 1972).
Pour son vingt-deuxième album, voir Luis Miguel (album).
Pour le biopic, voir Luis Miguel, la série.
Gallego  Basteri est un nom espagnol. Le premier nom de famille, en général paternel, est Gallego ; le second, en général maternel, souvent omis, est Basteri.
Luis Miguel Gallego Basteri, dit Luis Miguel né le 19 avril 1970, à San Juan, à Porto Rico, est un chanteur mexicain et une icône en Amérique latine, souvent appelé El Sol de México (français : le soleil du Mexique), qui vient du surnom que sa mère lui donnait quand il était enfant - — mi sol. Il s'est essayé avec succès dans un large éventail de styles musicaux, notamment la pop, les ballades, les boléros, les tangos, le jazz, le big band et le mariachi. Luis Miguel est également reconnu comme le seul chanteur latin de sa génération à ne pas être passé sur le marché anglophone lors de l'explosion latine des années 1990.
Bien qu'il n'ait enregistré qu'en espagnol, il a continué à être l'artiste latin le plus vendu dans les années 1990, et on lui attribue la popularisation du genre boléro sur le marché grand public. Il a vendu environ 100 millions de disques dans le monde entier, ce qui fait de lui l'un des artistes de musique latine les plus vendus.
La musique pop latine, ainsi que sa vie personnelle et son sens du spectacle sur scène, ont rendu Luis Miguel populaire pendant presque toute sa carrière, qui a débuté au Mexique en 1982. Ayant remporté son premier Grammy Award à l'âge de quatorze ans pour son duo Me gustas tal como eres avec Sheena Easton, il est le plus jeune artiste masculin de l'histoire de la musique à avoir reçu cette distinction. En 1991, la Recording Industry Association of America (RIAA) a reconnu les fortes ventes de son album Romance, lui-même étant le troisième album de musique le plus vendu au Mexique, et l'un des albums en langue espagnole les plus vendus de tous les temps. Il a été le premier artiste latin à avoir reçu deux albums en langue espagnole certifiés platine aux États-Unis avec Romance et Segundo Romance, ce dernier lui ayant valu 35 disques de platine dans toute l'Amérique centrale et du Sud. Il est également reconnu par le Billboard, comme l'artiste ayant le plus de succès dans le top 10 du classement des Billboard Hot Latin Songs. Son album Cómplices est sorti en 2008 et a atteint la 10e place du Billboard 200 ; c'est la plus haute position qu'un album entièrement composé en espagnol ait jamais atteint. Son dernier album ¡México por siempre! est sorti en 2017, ce qui lui a valu sa deuxième place de numéro 1 dans le hit-parade Billboard Regional Mexican Albums (en) et le double statut de platine.
Luis Miguel est également connu pour ses performances live qui rapportent beaucoup. Il est le premier artiste latin en tournée à avoir réalisé les meilleures recettes depuis que Boxscore a commencé à suivre les données sur les tournées en 1990, avec un total de 278,5 millions de dollars. Avec la tournée Luis Miguel, qui a eu lieu en 2010, il a visité 22 pays en Amérique du Nord, en Amérique du Sud et en Europe, où il s'est produit en trois ans avec un total de 223 spectacles dans le monde entier, ce qui en fait la tournée la plus longue et la plus lucrative jamais réalisée par un artiste latin. Il détient également le record du plus grand nombre de présentations consécutives dans l'Auditorio Nacional de Mexico avec un total de 30 concerts consécutifs ainsi que le record du plus grand nombre de présentations dans le même lieu avec un total de 258 concerts. Luis Miguel est désormais numéro deux du classement Billboard des plus grands artistes latinos de tous les temps.

## Carrière

### Premiers enregistrements et percée commerciale
Luis Miguel Gallego Basteri est  né le 19 avril 1970, à San Juan, à Porto Rico. Il est l'aîné des trois enfants du couple, et ses frères sont Alejandro et Sergio. En raison de la profession de son père, sa famille est venue au Mexique, puis est retournée dans ses résidences, qui se trouvent à Madrid, en Espagne. Dès son enfance, il y a grandi, où il a étudié jusqu'à la cinquième année de l'école primaire, car en raison de son incursion dans les médias artistiques, il a poursuivi son éducation avec des professeurs privés. Pendant ses années d'enfance, son père, qui était également son manager, l'a encouragé à regarder et à analyser presque tous les films, enregistrements et concerts d'Elvis Presley. Constatant ses qualités musicales, le père met de côté sa propre carrière et décide de se consacrer à son fils. Il l'accompagne à la guitare, cherche à faire ses débuts à la télévision, puis signe un contrat de disque. Luis Miguel a fait ses débuts en tant que chanteur lors du mariage de la fille du président du Mexique de l'époque, José López Portillo, en 1981, à l'âge de 11 ans, grâce au soutien du chef de la police de Mexico de l'époque, Arturo Durazo Moreno (en). Le succès de cette performance a été si remarquable qu'un mois plus tard, Luisito Rey (es) s'est entretenu avec des cadres de la branche mexicaine du label EMI, qui ont proposé à son fils un contrat de disque en 1982. C'est au cours de cette étape que Luis Miguel a pu enregistrer son premier album en 1982, à l'âge de 12 ans, intitulé Un sol qui lui a valu son premier disque d'or. Deux ans plus tard, il a commencé à faire des tournées dans les pays d'Amérique latine, notamment en Colombie, au Venezuela, au Chili et en Argentine.
Luis Miguel a commencé à chanter principalement de la pop en espagnol, et Honorio Herrero, directeur d'Hispavox, a composé les chansons de ses troisième et quatrième album. Il a également bénéficié de la collaboration du compositeur Luis Gómez-Escolar, du label espagnol. Un scandale a été généré et les paroles de la chanson Decídete ont dû être changées, car elle a été censurée compte tenu de l'âge du chanteur, mais l'album suivant, Palabra de honor, de 1984, avec la célèbre ballade qui donne son nom à l'album, a été un succès à cette époque et comportait une chanson de Juan Carlos Calderón, Me gustas tal como eres, qu'il a faite en duo avec la chanteuse écossaise Sheena Easton, chanson qui lui permet de gagner son premier Grammy Award, faisant de lui le chanteur latin le plus jeune à en recevoir un.
En 1983, il joue dans le film Ya nunca más (sorti en 1984) et en 1985, Fiebre de amor. En 1985, à l'âge de 15 ans, il participe au festival de musique de Sanremo, où il remporte la deuxième place avec sa chanson Noi ragazzi di oggi. Plus tard, il enregistrera la chanson dans sa seule production en langue italienne, intitulée Collezione Privata (1985). La même année, il a également reçu le prix Antorcha de Plata (en) au festival de musique de Viña del Mar pour son single en duo Me gustas tal como eres avec la chanteuse écossaise Sheena Easton,. Il y retourne en 1986 et gagne sa seconde Antorcha de Plata.
En 1986, il prend une brève pause car sa relation avec son père s'est détériorée en raison d'une mauvaise gestion, de mauvaises décisions financières et du fait qu'il risquait de compromettre les revenus de sa carrière. La même année, Marcela Basteri, la mère du chanteur, disparaît sans laisser de traces, après s'être séparée de son mari et s'être rendue en Espagne. On ne sait toujours pas où elle se trouve en 2020. Peu après avoir signé chez Warner Records, en 1987, il licencie son père et commence à travailler avec Juan Carlos Calderón. L'album Soy Como Quiero Ser, sorti en mai 1987, s'est vendu à plus de 5 millions d'exemplaires. Il comprenait des reprises de succès tels que Cuando calienta el sol, Ahora te puedes marchar et Yo que no vivo sin ti.
Le 25 novembre 1988, le deuxième album de Luis Miguel, Busca una Mujer, est sorti. Le premier single, La incondicional, est devenu un des dix premiers succès dans toute l'Amérique latine au cours du premier semestre de 1989 et, grâce en partie au clip vidéo, il a passé plus de sept mois dans le top 10 de nombreux hit-parades latino-américains,. Le clip a choqué de nombreux fans, car il avait coupé ses longs cheveux, qui sont sa marque de fabrique. Fin 1989, le deuxième single Fría como el viento atteint la première place du classement Billboard Hot Latin Songs. Début 1990, il a également été classé dans le top 10 avec Separados, atteignant la huitième place.
En 1990, il est passé avec succès du statut de chanteur enfantin à celui de showman adulte avec l'album 20 Años et une série de spectacles à guichets fermés qui ont suivi, d'abord au Mexique puis dans toute l'Amérique latine et ailleurs dans le monde. 20 Años s'est vendu à 600 000 exemplaires au cours de sa première semaine de sortie et a donné lieu à la sortie de trois singles : Tengo todo excepto a ti, Entrégate et Amante del amor, les deux premiers ayant été numéro 1 des Hot Latin Songs en 1990.

### Vedette internationale

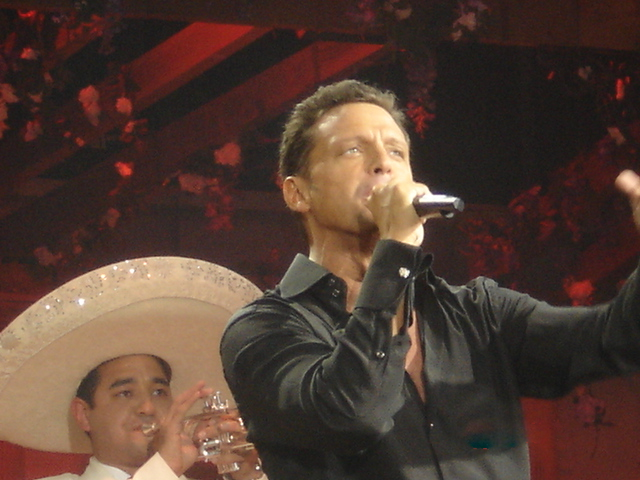
Luis Miguel en concert avec ses mariachis.

En 1991 Luis Miguel sort Romance, un album de boléros romantiques, pour la plupart des années 1950. On lui attribue le mérite d'avoir réinventé le boléro pour le public moderne. Sur les dix chansons qu'il a enregistrées sur son album Romance (1991), déclencheur de la nouvelle fièvre du boléro déclenchée dans le monde pendant cette décennie, cinq étaient des tubes créés par Lucho Gatica en son temps. Cet album s'est vendu à 7 millions d'exemplaires dans le monde entier,, qui lui ont valu plus de 70 disques de platine et six disques d'or, ce qui fait de lui le premier latino-américain à recevoir un disque d'or aux États-Unis pour un album en espagnol et des disques d'or au Brésil et à Taïwan. La même année, il a reçu la nationalité mexicaine du président de l'époque, Carlos Salinas de Gortari.
L'année suivante, il est le seul latino-américain invité à participer à l'enregistrement de l'album Barcelona Gold, à l'occasion des Jeux olympiques de Barcelone. Il remporte le prix du meilleur clip vidéo international aux MTV Awards pour la chanson América, América, qui fera partie d'un album en édition spéciale, América & en vivo. Et pour Romance, Luis Miguel remporte les prix Billboard 1992 du meilleur artiste latin, du meilleur album et du meilleur artiste de la chanson de langue espagnole.
En 1992, il subit le décès de son père, Luisito Rey, ce qui retarde d'un mois le début de l'enregistrement d'Aries. La même année, il donne un concert à Séville dans le cadre de l'Expo dans la capitale andalouse.
En 1993, Luis Miguel a sorti son cinquième album studio, Aries, qui lui a valu cette année-là le Grammy Award du meilleur album de pop latine. Cette même année, Luis Miguel est invité par Frank Sinatra à se joindre à lui pour son album Duets II et à se produire en direct dans le cadre d'une émission spéciale télévisée à l'échelle nationale en l'honneur du 80e anniversaire de Sinatra, aux côtés d'autres stars telles que Stevie Wonder et Natalie Cole.
En 1994, il a publié une suite de Romance, Segundo Romance, dans laquelle il interprète des classiques latins intemporels tels que Solamente una vez et Historia de un amor. L'album a ensuite remporté un autre Grammy Award, ainsi qu'un disque de platine aux États-Unis. Il a remporté deux Premios Lo Nuestro dans les catégories Artiste pop de l'année et Meilleur album pop, des Billboard Awards pour le Meilleur artiste masculin de l'année et le Meilleur album de l'année.
Luis Miguel est le premier chanteur latin qui a fait salle comble au Madison Square Garden à New York et qui a fait salle comble quatre fois de suite à l'Amphithéâtre Universal de Los Angeles, répétant ce fait également avec trois dates au Knight Center Complex (en) de Miami.
En 1995, il a battu son propre record en donnant seize concerts consécutifs à l'Auditorium national de Mexico, et il s'est classé troisième au monde parmi les chanteurs ayant vendu le plus de billets successivement dans le même lieu. Le 17 octobre 1995 de cette année-là, il sort son premier album live, intitulé El concierto (français : Le Concert), enregistré lors de ses prestations à l'Auditorium national, en formats CD, cassette, Laser Disc et Home Video, qui bat des records de vente. Dans ce double album, il fait ses débuts dans le genre du ranchero en chantant les chansons El rey, Si nos dejan, La media vuelta et Amanecí en tus brazos ; accompagné du groupe Mariachi 2000 et du trompettiste mexicain Cutberto Pérez.
En 1996, pour sa contribution à l'industrie du disque, Luis Miguel a reçu une étoile et a été intronisé sur le Hollywood Walk of Fame, étant à l'époque le plus jeune chanteur masculin à recevoir une étoile. Peu de temps après, Luis Miguel est rapidement retourné aux studios et a sorti Nada es igual, un album pop avec Sueña (en), le thème principal de l'album The Hunchback of Notre Dame de Disney.
En 1997, Luis Miguel a sorti son troisième album de la série de boléros Romances. Por debajo de la mesa est sorti en tant que single principal de l'album. Lors de la 40e édition des Grammy Awards en 1998, Luis Miguel a remporté le prix de la meilleure performance de musique pop latine. La même année, il a également reçu le Prix Billboard de musique latine pour l'album pop masculin de l'année et le World Music Award pour l'artiste latin le plus vendu.
En 1999, Luis Miguel a sorti son neuvième album studio Amarte es un placer, qui, en 2000, lui a valu deux Latin Grammys pour le meilleur album de l'année et le meilleur album pop de l'année. Le single O Tú o Ninguna est devenu numéro 1 sur le Billboard Hot Latin Songs et s'est maintenu en tête pendant huit semaines consécutives. À la suite du succès de l'album, Luis Miguel a sorti Mis romances en 2001, son quatrième album dans la série des boléros,. L'album, qui s'est vendu à plus de deux millions d'exemplaires dans le monde entier,, a été suivi par le lancement de la tournée Mis romances qui a eu lieu aux États-Unis, en Europe et en Amérique latine.
En 2003, Luis Miguel a sorti son premier album pop en plus de quatre ans, intitulé 33, ce qui témoigne de son âge. L'album, qui comprenait une collection de ballades et de chansons rythmées, s'est hissé à la première place du classement Billboard Top Latin Albums, ce qui a valu à Luis Miguel des nominations aux Billboard Music Awards ainsi qu'aux Grammy, et Latin Grammy Awards. Lors de la tournée de l'album 33, Luis Miguel a rempli les plus grandes salles des États-Unis, a fait des tournées dans toute l'Amérique latine, y compris au Chili, où son album s'est vendu à 2,5 millions d'exemplaires et il a été reconnu la même année par Warner Chile comme l'artiste ayant vendu le plus de disques dans l'histoire du Chili.
En plus d'un prix pour son album 33, Luis Miguel a reçu en 2003 un Premio Lo Nuestro a la Excelencia, un prix pour l'ensemble de sa carrière, faisant de lui le plus jeune artiste à recevoir ce prix à l'âge de 33 ans.

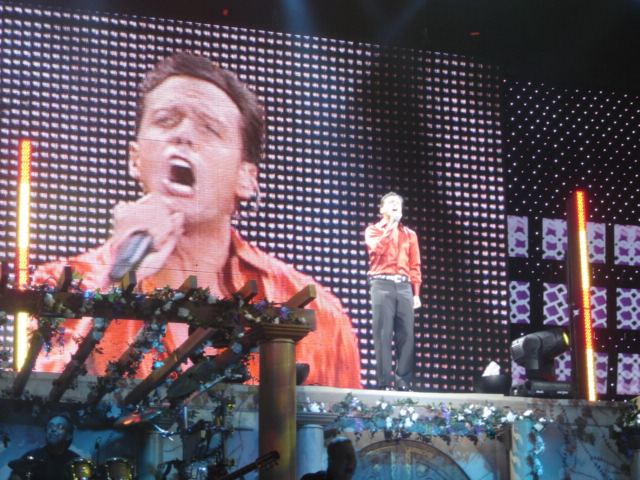
Luis Miguel à Mexico en 2006.

En 2004, Luis Miguel a sorti son album Mexico En La Piel, qui est une collection de chansons mariachi traditionnelles mexicaines. Pour cet album, il a reçu un disque de diamant et a remporté le Latin Grammy Award du meilleur album ranchero en 2005 ainsi que le Grammy Award du meilleur album mexicain/mexicano-américain. Il a lancé sa tournée Mexico En La Piel en 2005,. En 2006, Luis Miguel a donné trente spectacles entre le 18 janvier et le 27 février à l'Auditorium national de Mexico.
En 2005, Luis Miguel sort Grandes éxitos, son premier album de grands succès, qui reprend les plus belles chansons qu'il a enregistrées tout au long de sa carrière et deux singles inédits : Misterios del amor et Si te perdiera. L'année suivante, il a sorti un album de Noël intitulé Navidades. Il comprend de nombreux standards de Noël en espagnol.
Le 6 mai 2008, Luis Miguel a sorti Cómplices, qu'il a produit lui-même et écrit par le compositeur espagnol Manuel Alejandro. Il s'est vendu à près de 350 000 exemplaires dans les premières 24 heures. Luis Miguel est entré dans l'histoire avec son album Cómplices qui a débuté à la 10e place du Billboard 200, ce qui est la plus haute position jamais atteinte par un artiste latin dans ce classement avec un album entièrement composé en espagnol. Il a également atteint la 1re place du Billboard Top Latin Albums, ce qui fait de lui l'artiste latin ayant le plus grand nombre d'albums no 1 du classement avec un total de 8 albums. Sa tournée Cómplices a débuté à Seattle, dans l'État de Washington, le 3 septembre 2008.
Luis Miguel a sorti son album studio éponyme le 14 septembre 2010. La tournée a débuté le 4 novembre 2010 dans la ville de Lima, au Pérou, et a couvert les États-Unis, l'Amérique du Sud, le Mexique et l'Espagne, entre autres pays. Le 22 février 2012, il a chanté au Festival international de la chanson de Viña del Mar. Avec un million de dollars pour sa prestation, il est devenu l'artiste le plus cher de l'histoire du festival.
Le 4 mai 2017, Telemundo a signé un accord pour les droits de diffusion exclusifs aux États-Unis de la série télévisée officiellement autorisée basée sur l'histoire de la vie de Luis Miguel et a annoncé qu'elle serait diffusée en 2018. Le même jour, Netflix a également révélé qu'elle avait les droits de diffusion en streaming de la bio-série en Amérique latine et en Espagne avec la même date cible.
Le 24 novembre, l'album complet, intitulé ¡México Por Siempre! est sorti, il comporte 14 titres de musique traditionnelle mexicaine. La tournée a débuté le 21 février 2018, à l'Auditorium national de Mexico, avec huit spectacles et se poursuit dans tout le Mexique, aux États-Unis et en Espagne,.
Le 22 avril 2018, Netflix et Telemundo ont commencé à diffuser la série éponyme Luis Miguel. En même temps que la révélation de nombreux rôles connus et inconnus du chanteur, elle a également apporté des moments de nostalgie pour ceux qui la regardent, comme le reflet de sa publicité Sabritas, appelée Saboritas dans la série.
Une tournée internationale est prévue pour le chanteur en 2024.

## Vie privée

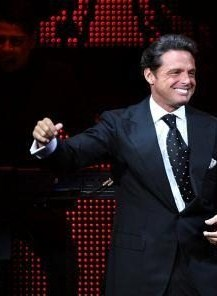
Luis Miguel en 2008

Son père était un chanteur, auteur-compositeur et guitariste espagnol, Luis Gallego Sánchez, connu sous le nom de Luisito Rey, et sa mère était une actrice italienne, Marcela Basteri. Son père était originaire de Cadix, une ville du sud-ouest de l'Espagne, et sa mère de la province de Massa-Carrara, en Italie. Il a été nommé Luis Miguel en l'honneur du torero espagnol Luis Miguel Dominguín. Luis Miguel a deux frères plus jeunes, Alejandro et Sergio.
Il est né le 19 avril 1970, mais il célèbre son anniversaire le 18 avril, car c'est le jour où son père l'a inscrit au registre d'état civil de Porto Rico.
Luis Miguel est père de trois enfants : Michelle Gallego, née le 13 juin 1989, de sa relation avec Stephanie Salas (en) ; Miguel, né le 1er janvier 2007 et Daniel, né le 18 décembre 2008, tous deux de sa relation avec l'actrice Aracely Arámbula.

### Relation avec Luisito Rey
Lorsque Luisito Rey a réalisé le talent musical de son fils aîné, qui était familièrement surnommé Micky, il a cru qu'il trouverait le salut pour tous ses problèmes financiers. Et il a commencé à imposer au garçon un régime de répétitions très dur, au moyen duquel il voulait, entre autres, lui enlever son accent. Ce sera le début d'un long parcours pour le chanteur qui, comme son père, doit obéir aux ordres de la famille sans pouvoir faire aucune revendication. Luisito a ordonné à son fils, déjà un artiste en pleine ascension, de consommer de l'éphédrine pour combattre la lassitude des longues journées d'enregistrements et de spectacles.
D'une certaine manière, le fils est devenu la meilleure entreprise du père. Et il a gagné tellement d'argent que Luis Miguel a failli terminer en prison lorsque Luisito Rey a ouvert des comptes en Suisse et aux Bahamas pour frauder l'impôt sur le revenu et blanchir de l'argent.
Pendant des années, c'est Luisito Rey qui a décidé du sort de la carrière de Luis Miguel. Il lui a même ordonné qui fréquenter et a déplacé des représentations de son fils sans son approbation. À sa majorité, Luis Miguel a décidé de mettre fin à la relation de travail avec son père.
Luisito Rey est mort le 9 décembre 1992, sans s'être reconcilié avec son fils.

### Disparition de Marcela Basteri
Marcela Basteri a disparu en août 1986 sans que l'on sache ce qui s'est passé. Le chanteur lui-même l'a cherchée pendant plusieurs années. La dernière chose qui a été révélée est qu'il a reçu un rapport de certains enquêteurs qu'il a engagés, mais il n'a jamais donné les détails.
L'hypothèse qui revient le plus souvent est que son mari, Luisito Rey, duquel elle était séparée, l'a fait assassiner. Après la séparation, elle a vécu sept mois en Italie, dans sa famille. Elle s'est ensuite rendue à Madrid pour voir son fils aîné, à la demande de Rey. Un mois plus tard, elle disparaît sans laisser de trace.
Luis Miguel l'a recherchée pendant des années, engageant des enquêteurs privés, et recevant même l'aide du Mossad israélien, à la suite de l'intervention de l'ancien président du Mexique, Miguel de la Madrid.

## Discographie

### Albums
- ¡México por siempre! (2017)
- Luis Miguel (2010)
- Cómplices (2008)
- Navidades (2006)
- México en la piel (2004)
- 33 (2003)
- Mis romances (2001)
- Amarte es un placer (1999)
- Romances (1997)
- Nada es igual (1996)
- Segundo romance (1994)
- Aries (1993)
- Romance (1991)
- 20 años (1990)
- Busca una mujer (1988)
- Soy como quiero ser (1987)
- Fiebre de amor (1985)
- Palabra de honor (1984)
- También es rock (1984)
- Ya nunca más (1984)
- Decídete (1983)
- Directo al corazón (1982)
- Un sol (1982)

### Tournées
- (1982) Un sol Tour
- (1983) Directo al corazón Tour
- (1983-1984) Decídete Tour
- (1984-1985) Palabra de honor Tour
- (1985-1986) Fiebre de amor tour
- (1987–1988) Soy como quiero ser Tour
- (1989–1990) Un hombre busca una mujer Tour
- (1990–1991) 20 años Tour
- (1991–1992) Romance Tour
- (1993–1994) Aries Tour
- (1994) Segundo romance Tour
- (1995) El concierto Tour
- (1996) América Tour
- (1997–1998) Romances Tour
- (1999–2000) Amarte es un placer Tour
- (2002) Mis romances Tour
- (2003–2004) 33 Tour
- (2005–2007) México en la piel Tour
- (2008–2009) Cómplices Tour
- (2010–2013) Luis Miguel Tour
- (2014–2015) Déjà Vu Tour
- (2018) México por siempre Tour
- (2024) Luis Miguel Tour 2024

### Compilations/Box Sets
- No culpes a la noche (2009)
- Grandes éxitos (2005)
- Mis boleros favoritos (2005)
- Sus primeros éxitos (2004)
- 30 éxitos insuperables (2003)
- Serie de oro: Grandes éxitos (2003)
- Todos los romances (1998)
- Romántico desde siempre (1994)
- 14 grandes éxitos (1989)
- Amándote a la italiana (1984)

### Vidéos
- Grandes éxitos Videos (2005)
- Vivo (Vidéo)|Vivo (2000)
- El concierto (1995)
- Romance: En Vivo (1992)
- Luis Miguel: 20 Años (1991)
- Un año de conciertos (1989)